# Lepidostroma
Lepidostroma är ett släkte av lavar. Lepidostroma ingår i ordningen Polyporales, klassen Agaricomycetes, divisionen basidiesvampar och riket svampar.
|              | Polyporaceae                               |
|              |                                            |
|              | Phanerochaetaceae                          |
|              |                                            |
|              | Meruliaceae                                |
|              |                                            |
|              | Meripilaceae                               |
|              |                                            |
|              | Limnoperdaceae                             |
|              |                                            |
|              | Grammotheleaceae                           |
|              |                                            |
|              | Ganodermataceae                            |
|              |                                            |
|              | Fomitopsidaceae                            |
|              |                                            |
|              | Cystostereaceae                            |
|              |                                            |
|              | Sparassidaceae                             |
|              |                                            |
|              | Tubulicrinaceae                            |
|              |                                            |
|              | Xenasmataceae                              |
|              |                                            |
|              | Taiwanofungus                              |
|              |                                            |
|              | Repetobasidiopsis                          |
|              |                                            |
|              | Phlebiella                                 |
|              |                                            |
|              | Globuliciopsis                             |
|              |                                            |
| Lepidostroma | \| \| Lepidostroma terricolens \| \| \| \| |
|              | \| \| Lepidostroma terricolens \| \| \| \| |
|              | Crustodontia                               |
|              |                                            |
|              | Crystallocystidium                         |
|              |                                            |
|              | Irpicochaete                               |
|              |                                            |
|              | Nigrohydnum                                |
|              |                                            |
|              | Globosomyces                               |
|              |                                            |
|              | Lepidostroma terricolens                   |
|              |                                            |

|  | Lepidostroma terricolens |
|  |                          |